# 24 Armia (ZSRR)
24 Armia (ros. 24-я армия) – związek operacyjny Armii Czerwonej z okresu II wojny światowej.
Jesienią 1941 wchodziła w skład Frontu Rezerwowego marszałka Siemiona M. Budionnego.

## Dowódcy armii
- gen. mjr Konstantin Rakutin

## Struktura organizacyjna
Skład w październiku 1941:
- 19 Dywizja Strzelecka
- 103 Dywizja Strzelecka
- 106 Dywizja Strzelecka
- 139 Dywizja Strzelecka
- 160 Dywizja Strzelecka (drugoliniowa)
- 170 Dywizja Strzelecka
- 309 Dywizja Strzelecka
- 144 Brygada Pancerna
- 146 Brygada Pancerna
- 138 batalion czołgów
- 139 batalion czołgów